# La Conquête de Barbara Worth
Pour plus de détails, voir Fiche technique et Distribution.
La Conquête de Barbara Worth (titre original : The Winning of Barbara Worth) est un film muet américain en noir et blanc réalisé par Henry King, sorti en 1926. 
Il marque les débuts au cinéma de Gary Cooper.

## Synopsis
Jefferson Worth trouve une orpheline dans le désert et l'élève comme sa propre fille. Devenue jeune femme, Barbara est aimée de Abe Lee, le contremaître de son père adoptif. Lorsque Greenfield, un riche entrepreneur, arrive avec des plans pour irriguer le désert, Worth se joint à lui dans cette opération. Le fils adoptif de Greenfield, Willard Holmes, un ingénieur, arrive de la côte Est et tombe lui aussi amoureux de Barbara et une rivalité se développe entre Abe et lui.
Greenfield construit un barrage sur la rivière, mais de qualité médiocre pour escroquer les pionniers. Worth part créer une autre ville, en offrant aux pionniers le terrain et l'accès à l'eau. Greenfield coupe les crédits à Worth et alimente le mécontentement parmi ses ouvriers. Pour rapporter de l'argent, Holmes et Lee font une chevauchée désespérée à travers les montagnes, avec succès, mais Lee est blessé. Le barrage de Greenfield déborde et inonde sa ville, mais Holmes réussit à construire un nouveau barrage et épouse Barbara.

## Fiche technique
- Titre français : La Conquête de Barbara Worth
- Titre original : The Winning of Barbara Worth
- Réalisation : Henry King
- Scénario : Frances Marion, d'après le roman éponyme de Harold Bell Wright (en)
- Musique : Ted Henkel
- Direction artistique : Carl Oscar Borg
- Photographie : George S. Barnes et Thomas E. Branigan
- Montage : Viola Lawrence
- Producteur : Samuel Goldwyn
- Société de production : Samuel Goldwyn Productions
- Société de distribution : United Artists
- Pays de production :  États-Unis
- Langue originale: anglais américain
- Format : noir et blanc — 35 mm — 1,33:1 - muet
- Genre : western, drame romantique
- Durée : 89 minutes (9 bobines)
- Date de sortie :
  - États-Unis : 14 octobre 1926 (Première mondiale à Los Angeles)

## Distribution
- Ronald Colman : Willard Holmes
- Vilma Bánky : Barbara Worth
- Charles Lane : Jefferson Worth
- Paul McAllister : Henry Lee, le voyant
- E. J. Ratcliffe : James Greenfield
- Gary Cooper : Abe Lee
- Clyde Cook : Texas Joe
- Erwin Connelly : Pat Mooney
- Sam Blum : Horace Blanton
- Edwin J. Brady : McDonald
- Fred Esmelton : George Cartwright

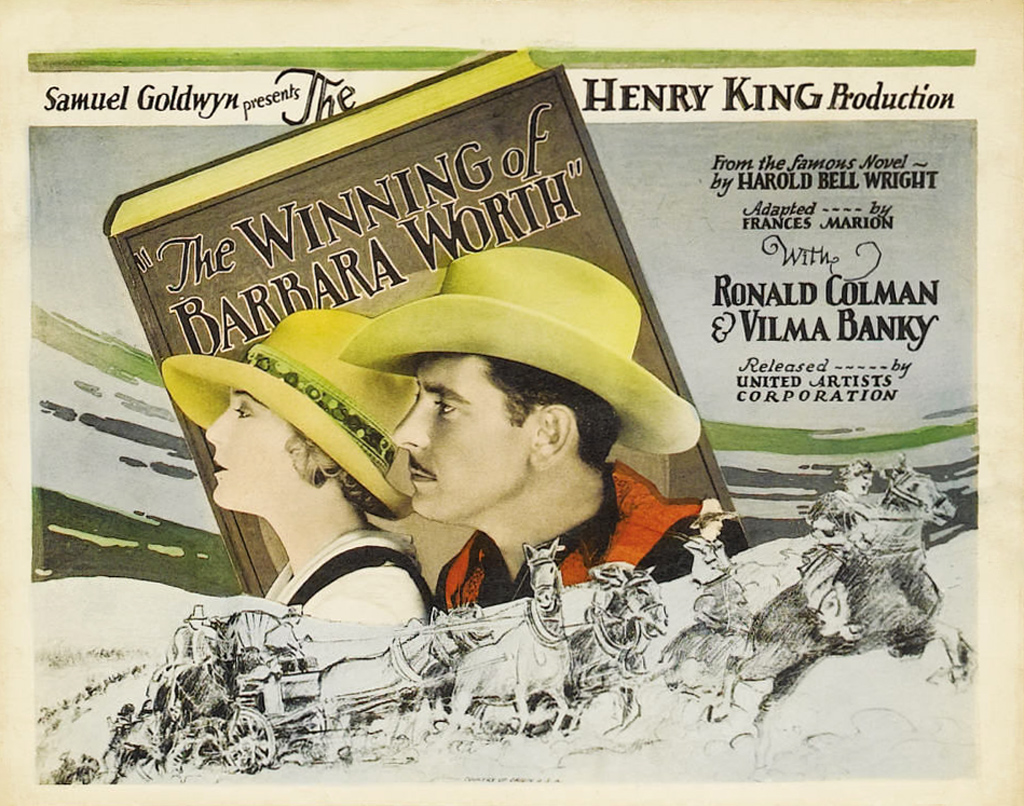
Poster publicitaire
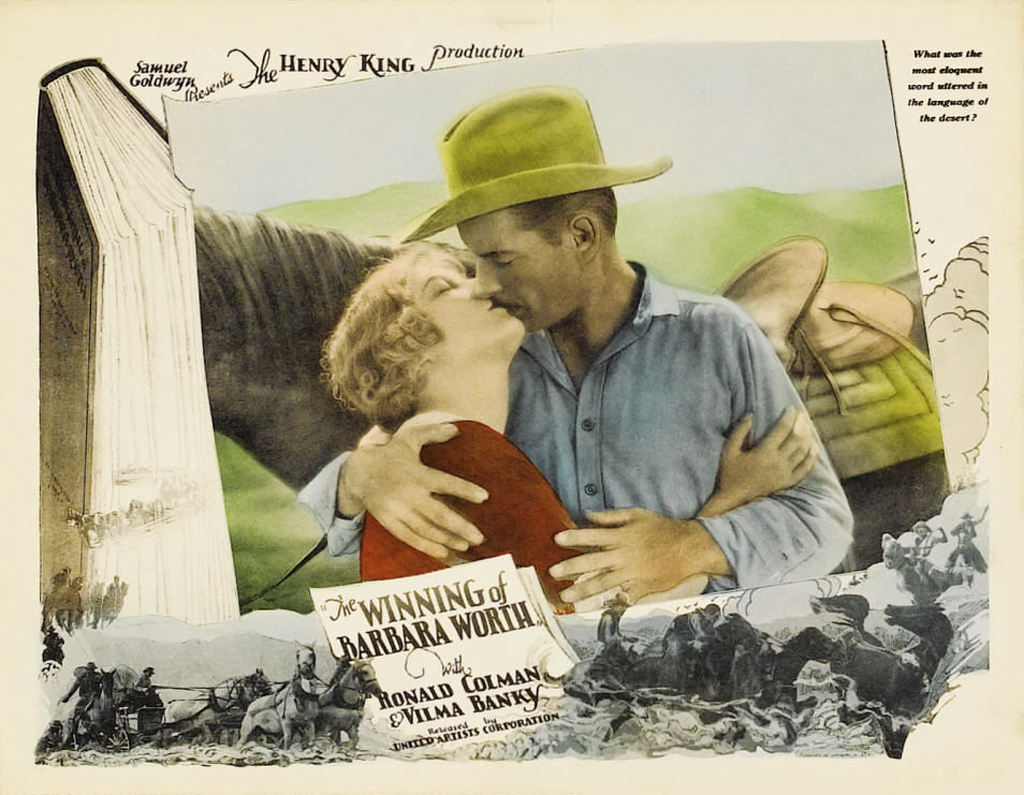
Poster publicitaire
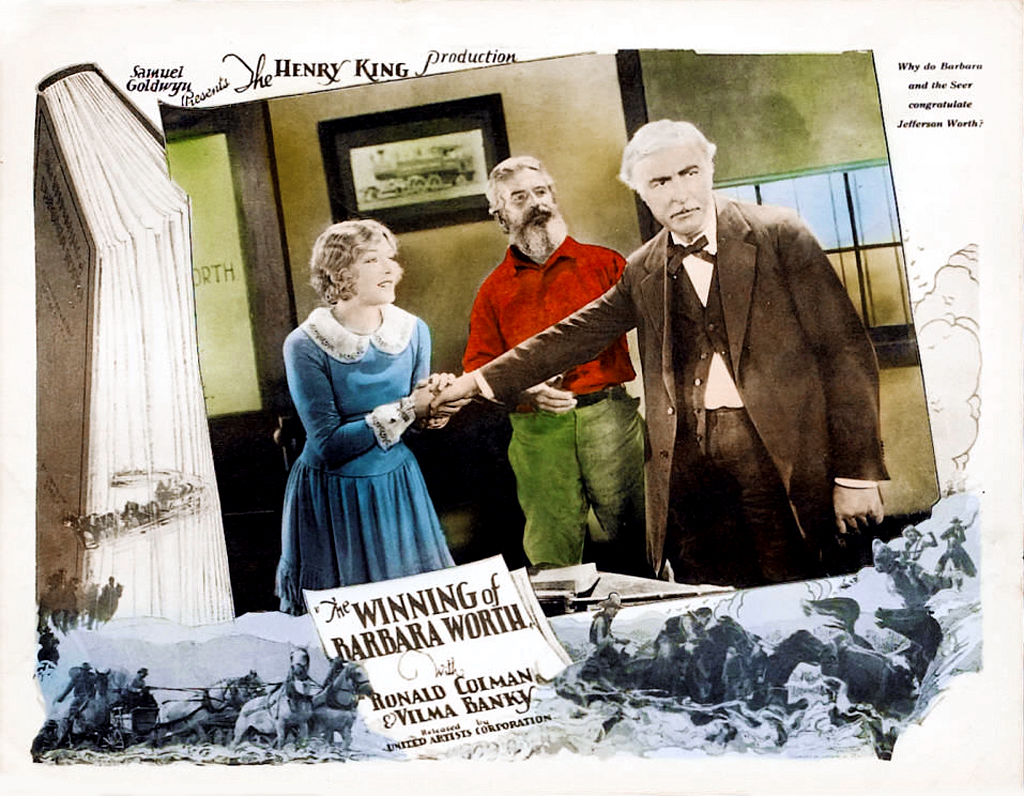
Poster publicitaire
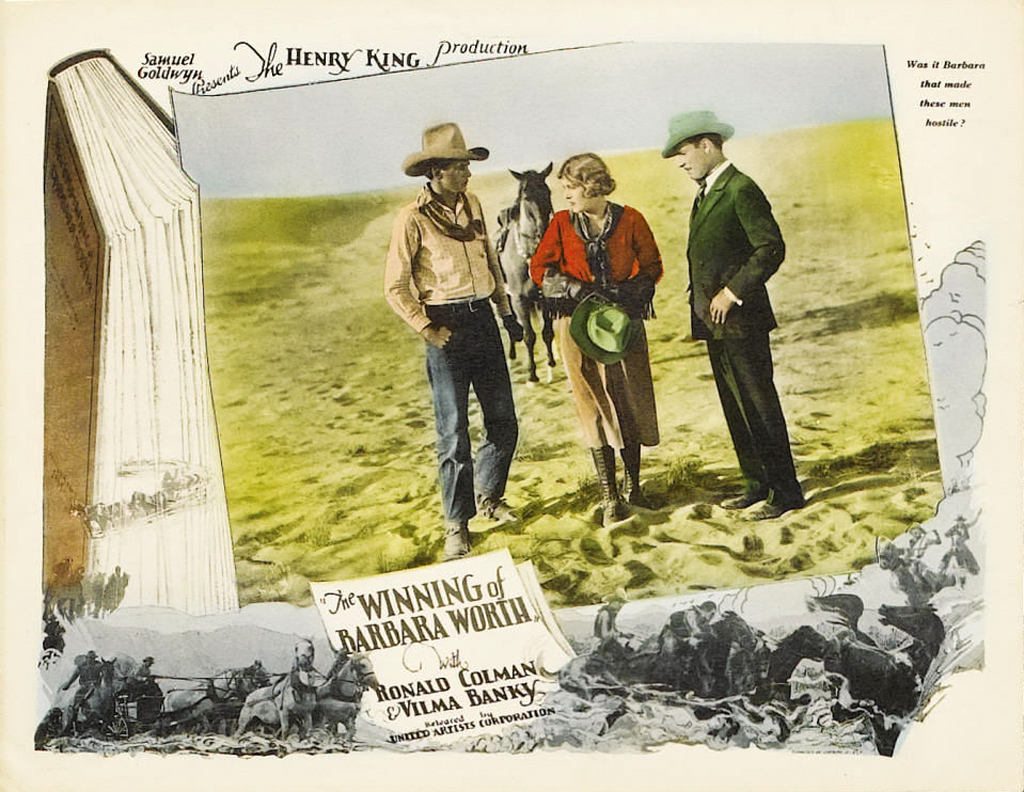
Poster publicitaire
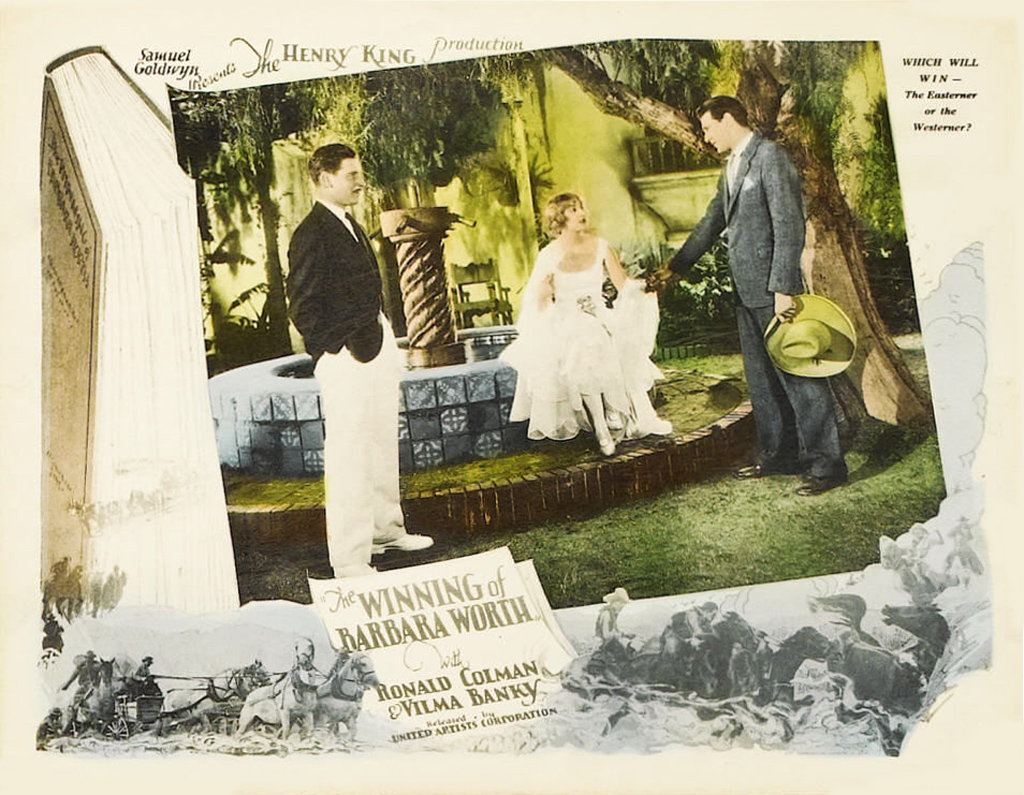
Poster publicitaire
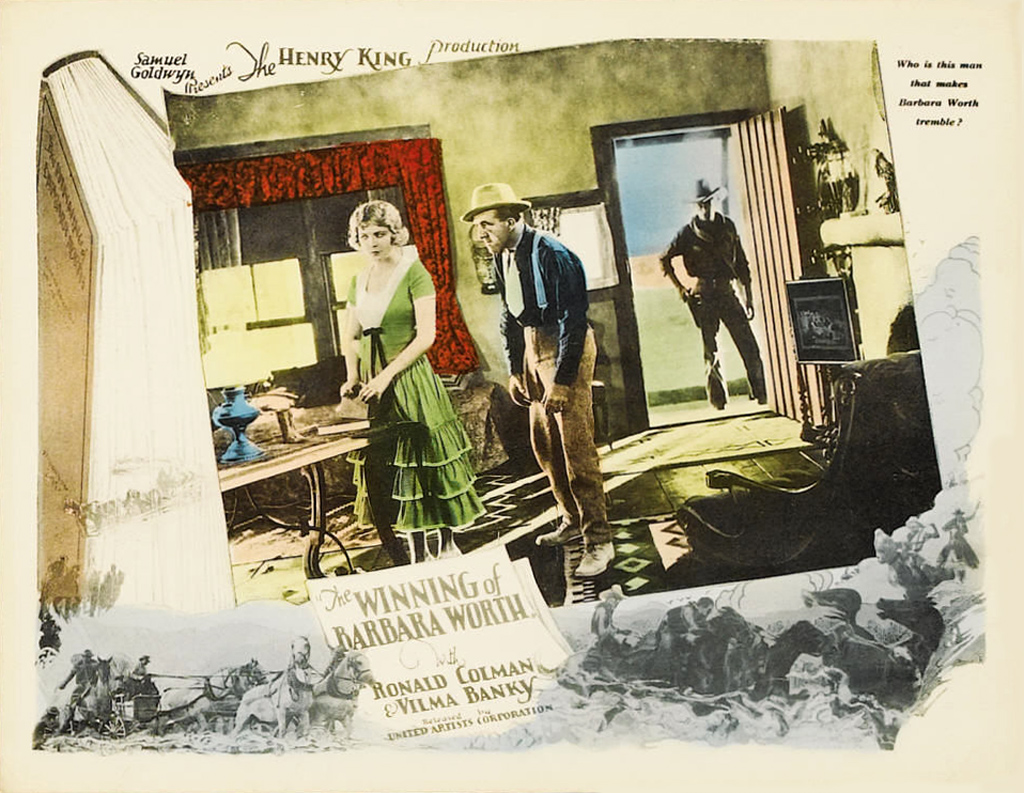
Poster publicitaire
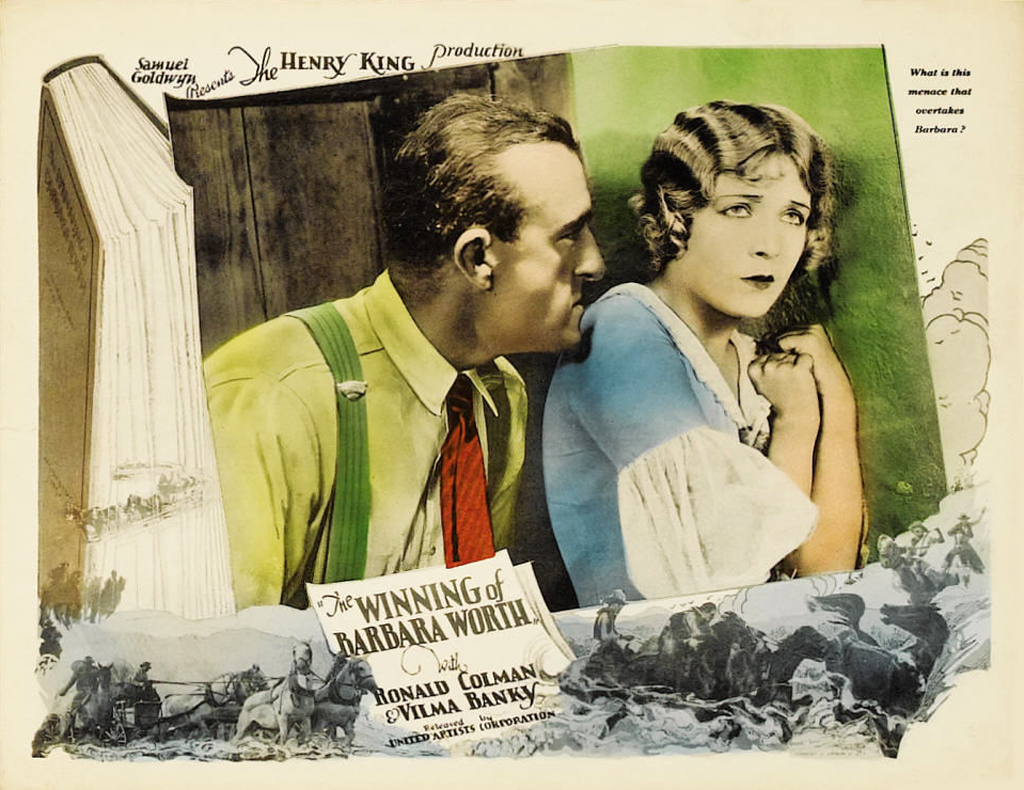
Poster publicitaire
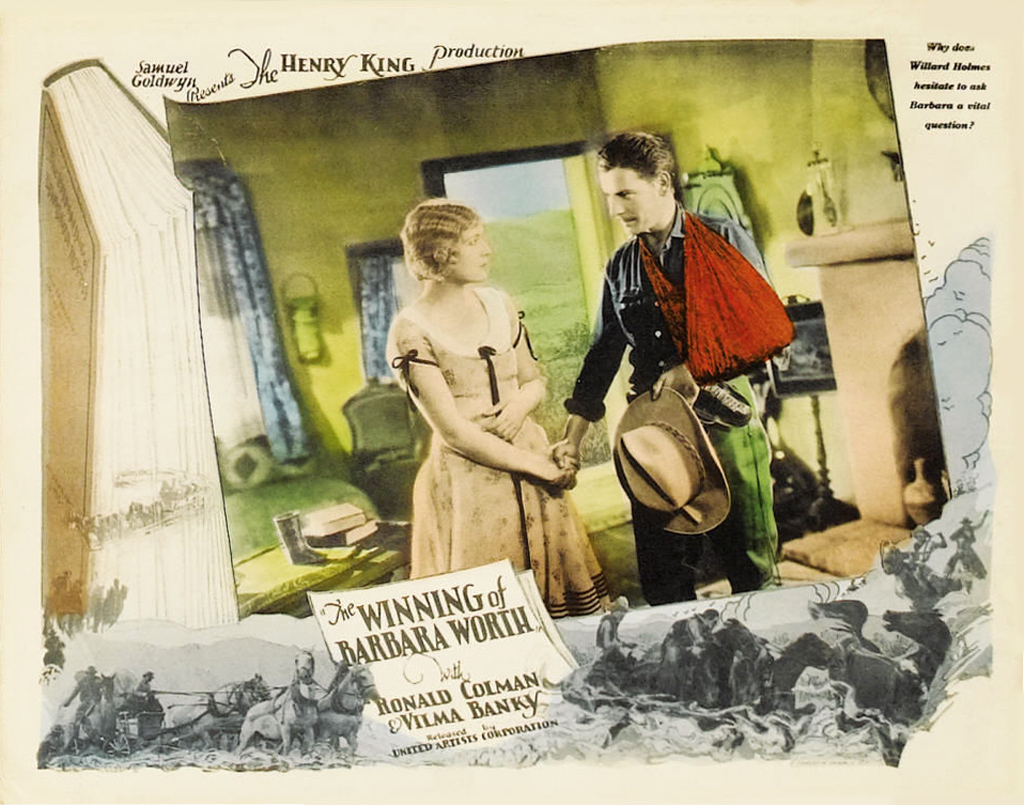
Poster publicitaire